# Andreaskirche (Norden)

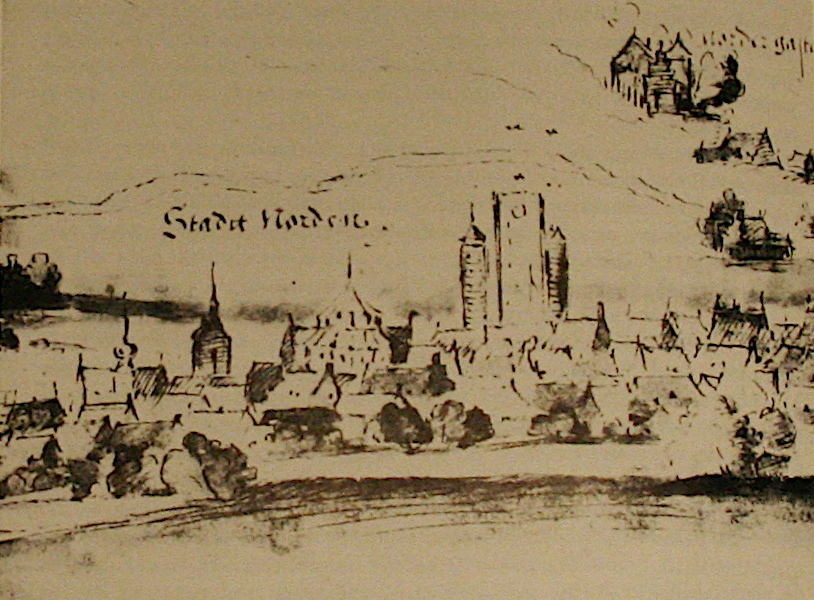
Stadtansicht von Norden um 1590. In der Mitte die Türme der Andreaskirche sowie der Hochchor der Ludgerikirche

Die Andreaskirche ist eine abgegangene Kirche in der ostfriesischen Stadt Norden. Sie war die erste Stadtkirche des Ortes und stand für lange Zeit in baulicher Konkurrenz zur von der Landesgemeinde gegründeten, unmittelbar benachbarten Ludgeri-Kirche. Dies liegt an der ungewöhnlichen Geschichte der Stadt Norden, die nicht zentral gegründet wurde, sondern als gemeinsames Zentrum der umliegenden Bauerschaften Ekel, Lintel und Westgaste entstand. Sie wuchsen in der Folgezeit immer stärker zusammen und bildeten so den Kern der Stadt.

## Geschichte
Die erste Stadtkirche war die Andreaskirche. Sie stand nördlich der heutigen Ludgeri-Kirche und hatte einen Vorgängerbau aus Holz, an dessen Stelle im 12. Jahrhundert eine rechteckige Einraumkirche aus Tuffstein als erster steinerner Kirchenbau des Ortes errichtet wurde. Der Bau hatte eine Länge von etwa 37 Meter und besaß vermutlich eine halbrunde Apsis. Später wurde der Kirche noch ein quadratischer Westturm angefügt.

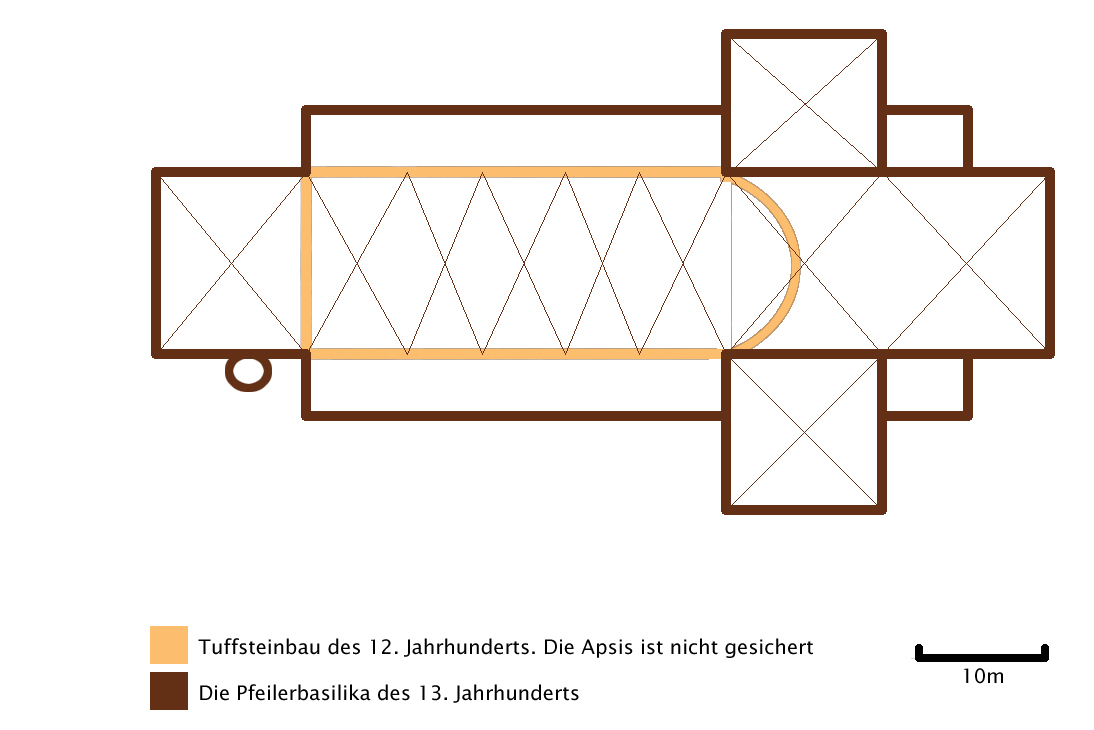
Rekonstruktionszeichnung der Andreaskirche

Im dritten Viertel des 13. Jahrhunderts wurde die Kirche schließlich niedergerissen und anschließend mit dem neuen Werkstoff Backstein als dreischiffige Pfeiler-Basilika mit gewölbtem Querhaus und quadratischem Chor wiedererrichtet. Die Initiative dazu ging wohl vom Bistum Bremen aus, zu dem der Ort seinerzeit gehörte. Nach seiner Fertigstellung im Jahre 1288 hatte der Bau eine Länge von 65 Meter und war etwa 22 Meter breit. Sein 65 Meter hoher Westturm diente Seefahrern über mehrere Jahrhunderte als Seezeichen. Die beiden Osttürme an den Chorflanken wurden später hinzugefügt und von zwei Schwestern aus dem Norder Häuptlingsgeschlecht Idzinga gestiftet. Die in Ostfriesland seltenen Chorflankentürme wurden vermutlich nach dem Vorbild der Kirche von Bunde errichtet.
Die Andreaskirche diente vermutlich für das sich entwickelnde städtische Gemeinwesen als Gotteshaus. Dies wird unter anderem damit erklärt, dass die Kirche dem Heiligen Andreas geweiht war. Er war der Schutzpatron der Stadt und wird noch heute als Schildhalter des Norder Stadtwappens dargestellt.
Im Jahr 1531 verwüstete ein Heerhaufen des Häuptlings Balthasar von Esens die unbefestigte Stadt. Dabei wurden unter anderem der Vorgängerbau des Alten Rathauses sowie mehrere Klöster zerstört und die Andreaskirche stark beschädigt. Versuche, die Andreaskirche wieder aufzubauen, schlugen fehl. Das Gebäude blieb eine Ruine, die im 17. und 18. Jahrhundert allmählich einstürzte und Norder Bürgern als Steinbruch diente. Die letzten Reste wurden 1756 abgetragen. Besonders wertvolle Bildwerke scheinen in die Ludgeri-Kirche verbracht worden zu sein, die in der Folgezeit die Funktion als Hauptkirche des Ortes übernahm. Heute finden sich von der Andreaskirche keine aufgehenden Gebäudeteile mehr. Das Areal, auf dem sie stand, nimmt der alte Friedhof der Stadt ein. 1996 wurde der Standort der Andreaskirche durch Bohruntersuchungen wiederentdeckt.

## Heutige Andreaskirchengemeinde
Jüngste Kirchengemeinde der Stadt Norden ist die am 1. Advent 1996 gegründete evangelisch-lutherische Andreasgemeinde. Mit ihrem Namen knüpft sie an die Geschichte der historischen Andreaskirche an, konzentriert sich allerdings in ihren gottesdienstlichen und seelsorgerlichen Angeboten auf die im Stadtwesten wohnenden Lutheraner. Die Zahl ihrer Gemeindemitglieder liegt bei gut 3600. Betreut wird sie durch zwei Pastoren. Zur Gemeinde gehört auch der Kindergarten Kükennüst.